# اریک کخ
اریک کخ (انگلیسی: Erik Koch؛ زادهٔ ۴ اکتبر ۱۹۸۸) ورزشکار هنرهای رزمی ترکیبی و تکواندوکار اهل ایالات متحده آمریکا است. وی از سال ۲۰۰۷ میلادی تاکنون مشغول فعالیت بوده‌است.